# Smilax densibarbata
Smilax densibarbata är en enhjärtbladig växtart som beskrevs av Fa Tsuan Wang och Tang. Smilax densibarbata ingår i släktet Smilax och familjen Smilacaceae. Inga underarter finns listade.